# Cladodes malleri
Cladodes malleri là một loài bọ cánh cứng trong họ Đom đóm (Lampyridae). Loài này được Pic mô tả khoa học năm 1935.